# Liste des planètes mineures non numérotées découvertes en novembre 2009
Pour un article plus général, voir Liste des planètes mineures non numérotées découvertes en 2009.
Pour un article plus général, voir Liste des planètes mineures.
Cet article dresse la liste des planètes mineures (astéroïdes, centaures, objets transneptuniens et assimilés) non numérotées découvertes en novembre 2009 dans l'ordre de leur découverte.
Au 15 janvier 2025, 661 077 des 1 434 993 planètes mineures répertoriées par le Centre des planètes mineures ne sont pas encore numérotées, soit 46,07 %.

## Rappel concernant la désignation provisoire
La désignation provisoire indique l'ordre de découverte de ces objets. En effet, cette désignation est composée de l'année de découverte (par exemple 2009) suivie de la quinzaine (demi-mois) de découverte (p.e. A = 1-15 janvier) puis de l'ordre de découverte dans cette quinzaine. Cet ordre est indiqué par une lettre et éventuellement un chiffre comme suit : A pour la première découverte, B pour la deuxième, ..., Z pour la 25e (le I n'est pas utilisé pour éviter la confusion avec 1), A1 pour la 26e, B1 pour la 27e, etc. , Z1 pour la 50e, A2 pour la 51e, B2 pour la 52e, etc. L'ordre de la numérotation ne suit donc pas l'ordre alphanumérique. 2009 AA1 suit ainsi 2009 AZ et précède 2009 AB1.

## Listes

### Du1erau 15 novembre 2009
- 2009 VA
- 2009 VP
- 2009 VQ
- 2009 VR
- 2009 VS
- 2009 VT
- 2009 VW
- 2009 VX
- 2009 VZ
- 2009 VA1
- 2009 VB1
- 2009 VC1
- 2009 VE1
- 2009 VN1
- 2009 VT1
- 2009 VH2
- 2009 VM2
- 2009 VJ3
- 2009 VV3
- 2009 VW3
- 2009 VB4
- 2009 VD4
- 2009 VQ4
- 2009 VY4
- 2009 VC5
- 2009 VL5
- 2009 VX5
- 2009 VZ5
- 2009 VD6
- 2009 VG6
- 2009 VN6
- 2009 VO6
- 2009 VV6
- 2009 VY6
- 2009 VB7
- 2009 VK7
- 2009 VN8
- 2009 VS8
- 2009 VT8
- 2009 VV8
- 2009 VB9
- 2009 VN9
- 2009 VP9
- 2009 VS9
- 2009 VU9
- 2009 VG10
- 2009 VS10
- 2009 VX10
- 2009 VK11
- 2009 VO11
- 2009 VY11
- 2009 VC12
- 2009 VH12
- 2009 VL12
- 2009 VM12
- 2009 VP12
- 2009 VS12
- 2009 VU12
- 2009 VD13
- 2009 VJ13
- 2009 VK13
- 2009 VL13
- 2009 VM13
- 2009 VY13
- 2009 VZ13
- 2009 VC14
- 2009 VH14
- 2009 VO14
- 2009 VT14
- 2009 VA15
- 2009 VB15
- 2009 VG15
- 2009 VX15
- 2009 VZ15
- 2009 VP16
- 2009 VS16
- 2009 VN17
- 2009 VS17
- 2009 VT17
- 2009 VB18
- 2009 VD18
- 2009 VF18
- 2009 VH18
- 2009 VM18
- 2009 VE19
- 2009 VQ19
- 2009 VR19
- 2009 VZ19
- 2009 VA20
- 2009 VB20
- 2009 VC20
- 2009 VJ20
- 2009 VN20
- 2009 VT20
- 2009 VX20
- 2009 VG21
- 2009 VP21
- 2009 VR21
- 2009 VS21
- 2009 VY21
- 2009 VA22
- 2009 VG22
- 2009 VJ22
- 2009 VP22
- 2009 VQ23
- 2009 VJ24
- 2009 VK24
- 2009 VL24
- 2009 VM24
- 2009 VN24
- 2009 VF25
- 2009 VO25
- 2009 VQ25
- 2009 VR25
- 2009 VS25
- 2009 VY25
- 2009 VZ25
- 2009 VB26
- 2009 VA27
- 2009 VD27
- 2009 VK27
- 2009 VD29
- 2009 VX29
- 2009 VZ29
- 2009 VD30
- 2009 VF30
- 2009 VG30
- 2009 VK30
- 2009 VT30
- 2009 VV30
- 2009 VW30
- 2009 VM31
- 2009 VR31
- 2009 VV31
- 2009 VX31
- 2009 VN32
- 2009 VS32
- 2009 VF33
- 2009 VH33
- 2009 VJ33
- 2009 VP33
- 2009 VQ33
- 2009 VD34
- 2009 VN34
- 2009 VO34
- 2009 VE35
- 2009 VF35
- 2009 VR35
- 2009 VU35
- 2009 VX35
- 2009 VF36
- 2009 VL36
- 2009 VN36
- 2009 VM37
- 2009 VW38
- 2009 VZ39
- 2009 VA40
- 2009 VN40
- 2009 VB41
- 2009 VU41
- 2009 VY41
- 2009 VC42
- 2009 VG42
- 2009 VD43
- 2009 VK43
- 2009 VL43
- 2009 VY43
- 2009 VP44
- 2009 VQ44
- 2009 VR44
- 2009 VS44
- 2009 VW44
- 2009 VW45
- 2009 VX45
- 2009 VZ45
- 2009 VC46
- 2009 VQ46
- 2009 VR46
- 2009 VX46
- 2009 VH47
- 2009 VN47
- 2009 VZ47
- 2009 VJ48
- 2009 VP48
- 2009 VU48
- 2009 VE49
- 2009 VH49
- 2009 VO49
- 2009 VQ49
- 2009 VS49
- 2009 VY50
- 2009 VZ51
- 2009 VK52
- 2009 VL52
- 2009 VR52
- 2009 VS52
- 2009 VY52
- 2009 VZ52
- 2009 VA53
- 2009 VF53
- 2009 VO53
- 2009 VQ53
- 2009 VR53
- 2009 VS53
- 2009 VU53
- 2009 VA54
- 2009 VE54
- 2009 VK54
- 2009 VL54
- 2009 VQ54
- 2009 VU54
- 2009 VV54
- 2009 VG55
- 2009 VH55
- 2009 VR55
- 2009 VA56
- 2009 VH56
- 2009 VO56
- 2009 VU56
- 2009 VW56
- 2009 VY56
- 2009 VZ56
- 2009 VF57
- 2009 VP57
- 2009 VA58
- 2009 VP58
- 2009 VS59
- 2009 VU59
- 2009 VD60
- 2009 VH60
- 2009 VL60
- 2009 VQ60
- 2009 VW60
- 2009 VB62
- 2009 VE62
- 2009 VN62
- 2009 VV62
- 2009 VW62
- 2009 VH63
- 2009 VM63
- 2009 VW63
- 2009 VC64
- 2009 VU64
- 2009 VF65
- 2009 VW65
- 2009 VZ65
- 2009 VQ66
- 2009 VE67
- 2009 VZ67
- 2009 VR68
- 2009 VZ68
- 2009 VB69
- 2009 VS69
- 2009 VH70
- 2009 VL70
- 2009 VP70
- 2009 VT71
- 2009 VC72
- 2009 VV72
- 2009 VH73
- 2009 VJ73
- 2009 VH74
- 2009 VP74
- 2009 VS74
- 2009 VS76
- 2009 VD78
- 2009 VH78
- 2009 VN78
- 2009 VA79
- 2009 VY79
- 2009 VM80
- 2009 VW80
- 2009 VO81
- 2009 VV81
- 2009 VW81
- 2009 VX81
- 2009 VZ81
- 2009 VG82
- 2009 VO82
- 2009 VV82
- 2009 VX82
- 2009 VU83
- 2009 VX83
- 2009 VL84
- 2009 VZ84
- 2009 VE85
- 2009 VG85
- 2009 VM85
- 2009 VS85
- 2009 VB86
- 2009 VC86
- 2009 VD86
- 2009 VU86
- 2009 VE87
- 2009 VR87
- 2009 VY87
- 2009 VA88
- 2009 VT88
- 2009 VJ89
- 2009 VQ89
- 2009 VU89
- 2009 VV89
- 2009 VY89
- 2009 VH90
- 2009 VJ90
- 2009 VK90
- 2009 VN90
- 2009 VS90
- 2009 VU90
- 2009 VX90
- 2009 VE91
- 2009 VJ91
- 2009 VL92
- 2009 VW92
- 2009 VH93
- 2009 VP93
- 2009 VG94
- 2009 VL94
- 2009 VR94
- 2009 VS94
- 2009 VM95
- 2009 VN95
- 2009 VU95
- 2009 VF96
- 2009 VM96
- 2009 VO96
- 2009 VP96
- 2009 VV96
- 2009 VG97
- 2009 VJ97
- 2009 VX97
- 2009 VD98
- 2009 VS98
- 2009 VF99
- 2009 VH99
- 2009 VK99
- 2009 VS99
- 2009 VW99
- 2009 VK100
- 2009 VL100
- 2009 VQ100
- 2009 VX100
- 2009 VB101
- 2009 VY101
- 2009 VC102
- 2009 VD102
- 2009 VE102
- 2009 VL102
- 2009 VN102
- 2009 VP102
- 2009 VW102
- 2009 VX102
- 2009 VY103
- 2009 VG104
- 2009 VJ104
- 2009 VD105
- 2009 VN105
- 2009 VS105
- 2009 VR106
- 2009 VK107
- 2009 VQ107
- 2009 VZ107
- 2009 VC108
- 2009 VD108
- 2009 VF108
- 2009 VH108
- 2009 VU110
- 2009 VK111
- 2009 VN111
- 2009 VO112
- 2009 VB113
- 2009 VM113
- 2009 VC114
- 2009 VU114
- 2009 VX114
- 2009 VB115
- 2009 VU115
- 2009 VW115
- 2009 VZ115
- 2009 VB116
- 2009 VD116
- 2009 VG116
- 2009 VJ116
- 2009 VE118
- 2009 VZ118
- 2009 VH119
- 2009 VJ119
- 2009 VL119
- 2009 VQ119
- 2009 VJ120
- 2009 VQ120
- 2009 VR120
- 2009 VV120
- 2009 VX120
- 2009 VY120
- 2009 VZ120
- 2009 VF121
- 2009 VH121
- 2009 VL121
- 2009 VM121
- 2009 VN121
- 2009 VP121
- 2009 VQ121
- 2009 VS121
- 2009 VT121
- 2009 VU121
- 2009 VV121
- 2009 VW121
- 2009 VX121
- 2009 VY121
- 2009 VZ121
- 2009 VA122
- 2009 VB122
- 2009 VD122
- 2009 VE122
- 2009 VT122
- 2009 VU122
- 2009 VV122
- 2009 VX122
- 2009 VY122
- 2009 VZ122
- 2009 VA123
- 2009 VB123
- 2009 VF123
- 2009 VH123
- 2009 VJ123
- 2009 VK123
- 2009 VM123
- 2009 VN123
- 2009 VO123
- 2009 VP123
- 2009 VQ123
- 2009 VR123
- 2009 VS123
- 2009 VT123
- 2009 VX123
- 2009 VZ123
- 2009 VB124
- 2009 VC124
- 2009 VE124
- 2009 VF124
- 2009 VG124
- 2009 VH124
- 2009 VJ124
- 2009 VN124
- 2009 VQ124
- 2009 VT124
- 2009 VV124
- 2009 VW124
- 2009 VX124
- 2009 VY124
- 2009 VB125
- 2009 VE125
- 2009 VF125
- 2009 VG125
- 2009 VH125
- 2009 VJ125
- 2009 VK125
- 2009 VN125
- 2009 VO125
- 2009 VP125
- 2009 VT125
- 2009 VL126
- 2009 VM126
- 2009 VQ126
- 2009 VT126
- 2009 VU126
- 2009 VV126
- 2009 VD127
- 2009 VE127
- 2009 VF127
- 2009 VG127
- 2009 VL127
- 2009 VM127
- 2009 VN127
- 2009 VO127
- 2009 VP127
- 2009 VQ127
- 2009 VU127
- 2009 VV127
- 2009 VX127
- 2009 VY127
- 2009 VZ127
- 2009 VB128
- 2009 VC128
- 2009 VE128
- 2009 VF128
- 2009 VG128
- 2009 VH128
- 2009 VJ128
- 2009 VL128
- 2009 VN128
- 2009 VP128
- 2009 VT128
- 2009 VW128
- 2009 VY128
- 2009 VZ128
- 2009 VA129
- 2009 VB129
- 2009 VC129
- 2009 VE129
- 2009 VG129
- 2009 VJ129
- 2009 VK129
- 2009 VL129
- 2009 VM129
- 2009 VN129
- 2009 VQ129
- 2009 VR129
- 2009 VT129
- 2009 VU129
- 2009 VX129
- 2009 VY129
- 2009 VZ129
- 2009 VA130
- 2009 VJ130
- 2009 VK130
- 2009 VL130
- 2009 VM130
- 2009 VO130
- 2009 VP130
- 2009 VQ130
- 2009 VR130
- 2009 VV130
- 2009 VW130
- 2009 VD131
- 2009 VE131
- 2009 VH131
- 2009 VJ131
- 2009 VL131
- 2009 VM131
- 2009 VN131
- 2009 VO131
- 2009 VP131
- 2009 VQ131
- 2009 VR131
- 2009 VU131
- 2009 VV131
- 2009 VW131
- 2009 VA132
- 2009 VC132
- 2009 VD132
- 2009 VE132
- 2009 VF132
- 2009 VH132
- 2009 VJ132
- 2009 VL132
- 2009 VQ132
- 2009 VR132
- 2009 VS132
- 2009 VU132
- 2009 VV132
- 2009 VW132
- 2009 VY132
- 2009 VZ132
- 2009 VB133
- 2009 VD133
- 2009 VE133
- 2009 VF133
- 2009 VG133
- 2009 VH133
- 2009 VJ133
- 2009 VK133
- 2009 VL133
- 2009 VM133
- 2009 VN133
- 2009 VO133
- 2009 VP133
- 2009 VQ133
- 2009 VR133
- 2009 VS133
- 2009 VT133
- 2009 VU133
- 2009 VX133
- 2009 VY133
- 2009 VZ133
- 2009 VB134
- 2009 VC134
- 2009 VD134
- 2009 VE134
- 2009 VF134
- 2009 VG134
- 2009 VJ134
- 2009 VK134
- 2009 VL134
- 2009 VM134
- 2009 VO134
- 2009 VP134
- 2009 VQ134
- 2009 VS134
- 2009 VT134
- 2009 VU134
- 2009 VV134
- 2009 VW134
- 2009 VX134
- 2009 VY134
- 2009 VZ134
- 2009 VA135
- 2009 VB135

### Du 16 au 30 novembre 2009
- 2009 WA
- 2009 WB
- 2009 WC
- 2009 WD
- 2009 WE
- 2009 WL
- 2009 WM
- 2009 WO
- 2009 WZ
- 2009 WA1
- 2009 WH1
- 2009 WJ1
- 2009 WK1
- 2009 WU1
- 2009 WL2
- 2009 WP2
- 2009 WE3
- 2009 WH3
- 2009 WQ3
- 2009 WW3
- 2009 WZ3
- 2009 WF4
- 2009 WH4
- 2009 WL4
- 2009 WO4
- 2009 WP4
- 2009 WS4
- 2009 WW4
- 2009 WZ4
- 2009 WA5
- 2009 WC5
- 2009 WF5
- 2009 WX5
- 2009 WJ6
- 2009 WK6
- 2009 WL6
- 2009 WM6
- 2009 WN6
- 2009 WP6
- 2009 WQ6
- 2009 WV6
- 2009 WX6
- 2009 WA7
- 2009 WD7
- 2009 WG7
- 2009 WL7
- 2009 WP7
- 2009 WV7
- 2009 WW7
- 2009 WX7
- 2009 WY7
- 2009 WZ7
- 2009 WF8
- 2009 WH8
- 2009 WM8
- 2009 WN8
- 2009 WO8
- 2009 WQ8
- 2009 WS8
- 2009 WW8
- 2009 WS10
- 2009 WB11
- 2009 WC11
- 2009 WD11
- 2009 WG11
- 2009 WN11
- 2009 WP11
- 2009 WR11
- 2009 WC12
- 2009 WJ12
- 2009 WO12
- 2009 WW12
- 2009 WC13
- 2009 WD13
- 2009 WE13
- 2009 WM13
- 2009 WO13
- 2009 WR13
- 2009 WT13
- 2009 WC14
- 2009 WD14
- 2009 WM14
- 2009 WG15
- 2009 WJ15
- 2009 WP15
- 2009 WQ15
- 2009 WS15
- 2009 WK16
- 2009 WN16
- 2009 WO16
- 2009 WR16
- 2009 WS16
- 2009 WU16
- 2009 WX16
- 2009 WM17
- 2009 WN17
- 2009 WQ17
- 2009 WU17
- 2009 WV17
- 2009 WY17
- 2009 WD18
- 2009 WK18
- 2009 WL18
- 2009 WO18
- 2009 WZ18
- 2009 WG19
- 2009 WJ19
- 2009 WM19
- 2009 WP19
- 2009 WQ19
- 2009 WF20
- 2009 WG20
- 2009 WK20
- 2009 WE21
- 2009 WH21
- 2009 WK21
- 2009 WL21
- 2009 WN21
- 2009 WW21
- 2009 WA22
- 2009 WB22
- 2009 WE22
- 2009 WT22
- 2009 WX22
- 2009 WY22
- 2009 WC23
- 2009 WE23
- 2009 WG23
- 2009 WQ23
- 2009 WS23
- 2009 WK24
- 2009 WG25
- 2009 WN25
- 2009 WP25
- 2009 WQ25
- 2009 WR25
- 2009 WS25
- 2009 WT25
- 2009 WU25
- 2009 WV25
- 2009 WW25
- 2009 WX25
- 2009 WD26
- 2009 WG26
- 2009 WK26
- 2009 WO26
- 2009 WQ26
- 2009 WC27
- 2009 WQ27
- 2009 WT27
- 2009 WY27
- 2009 WH28
- 2009 WJ28
- 2009 WG29
- 2009 WR29
- 2009 WA30
- 2009 WC30
- 2009 WD30
- 2009 WF30
- 2009 WM30
- 2009 WN30
- 2009 WE31
- 2009 WF31
- 2009 WG31
- 2009 WJ31
- 2009 WN31
- 2009 WP31
- 2009 WS31
- 2009 WG32
- 2009 WR32
- 2009 WA34
- 2009 WC34
- 2009 WR35
- 2009 WT35
- 2009 WL36
- 2009 WA37
- 2009 WK37
- 2009 WN37
- 2009 WQ37
- 2009 WJ38
- 2009 WR38
- 2009 WU38
- 2009 WF39
- 2009 WL39
- 2009 WP39
- 2009 WY39
- 2009 WA40
- 2009 WG40
- 2009 WL40
- 2009 WV40
- 2009 WF42
- 2009 WR44
- 2009 WU44
- 2009 WX44
- 2009 WC45
- 2009 WM45
- 2009 WR45
- 2009 WA46
- 2009 WJ46
- 2009 WS46
- 2009 WX47
- 2009 WO48
- 2009 WQ48
- 2009 WB49
- 2009 WE49
- 2009 WT49
- 2009 WU50
- 2009 WV51
- 2009 WW51
- 2009 WY51
- 2009 WZ51
- 2009 WA52
- 2009 WB52
- 2009 WD52
- 2009 WL52
- 2009 WQ52
- 2009 WR52
- 2009 WS52
- 2009 WF53
- 2009 WK53
- 2009 WZ53
- 2009 WA54
- 2009 WB54
- 2009 WC54
- 2009 WD54
- 2009 WF54
- 2009 WL54
- 2009 WM54
- 2009 WO54
- 2009 WQ54
- 2009 WX54
- 2009 WB55
- 2009 WJ55
- 2009 WL55
- 2009 WT55
- 2009 WU55
- 2009 WE56
- 2009 WH56
- 2009 WJ56
- 2009 WL56
- 2009 WM56
- 2009 WS56
- 2009 WT56
- 2009 WV56
- 2009 WG57
- 2009 WJ57
- 2009 WM57
- 2009 WP57
- 2009 WR57
- 2009 WU57
- 2009 WX57
- 2009 WE58
- 2009 WL58
- 2009 WT58
- 2009 WA59
- 2009 WL59
- 2009 WR59
- 2009 WT59
- 2009 WX59
- 2009 WZ59
- 2009 WG60
- 2009 WJ60
- 2009 WL60
- 2009 WM60
- 2009 WQ60
- 2009 WT60
- 2009 WX60
- 2009 WZ60
- 2009 WF61
- 2009 WV61
- 2009 WX61
- 2009 WZ61
- 2009 WB62
- 2009 WQ62
- 2009 WS62
- 2009 WV62
- 2009 WW62
- 2009 WG63
- 2009 WJ63
- 2009 WO63
- 2009 WT63
- 2009 WU63
- 2009 WE64
- 2009 WF64
- 2009 WN64
- 2009 WO64
- 2009 WQ64
- 2009 WW64
- 2009 WX64
- 2009 WY64
- 2009 WF65
- 2009 WO65
- 2009 WW65
- 2009 WZ65
- 2009 WA66
- 2009 WQ66
- 2009 WV66
- 2009 WW66
- 2009 WG67
- 2009 WN67
- 2009 WR67
- 2009 WZ67
- 2009 WE68
- 2009 WQ68
- 2009 WU68
- 2009 WS69
- 2009 WT69
- 2009 WU69
- 2009 WZ69
- 2009 WO70
- 2009 WG71
- 2009 WL71
- 2009 WN71
- 2009 WD72
- 2009 WG72
- 2009 WN72
- 2009 WO72
- 2009 WT72
- 2009 WW72
- 2009 WE73
- 2009 WH73
- 2009 WJ74
- 2009 WO74
- 2009 WV74
- 2009 WX74
- 2009 WZ74
- 2009 WB75
- 2009 WT75
- 2009 WE76
- 2009 WH76
- 2009 WJ76
- 2009 WP76
- 2009 WS76
- 2009 WT76
- 2009 WX76
- 2009 WB77
- 2009 WH77
- 2009 WJ78
- 2009 WU78
- 2009 WC79
- 2009 WD79
- 2009 WF79
- 2009 WJ79
- 2009 WQ79
- 2009 WW79
- 2009 WJ80
- 2009 WC81
- 2009 WD81
- 2009 WN81
- 2009 WZ81
- 2009 WA82
- 2009 WE82
- 2009 WM82
- 2009 WP82
- 2009 WS82
- 2009 WW82
- 2009 WX82
- 2009 WB83
- 2009 WC83
- 2009 WE83
- 2009 WO83
- 2009 WV83
- 2009 WW83
- 2009 WA84
- 2009 WB84
- 2009 WD84
- 2009 WU84
- 2009 WV84
- 2009 WA85
- 2009 WB85
- 2009 WF85
- 2009 WL85
- 2009 WU85
- 2009 WF86
- 2009 WG86
- 2009 WJ86
- 2009 WK86
- 2009 WL86
- 2009 WT86
- 2009 WV86
- 2009 WE87
- 2009 WG87
- 2009 WJ87
- 2009 WL87
- 2009 WC88
- 2009 WD88
- 2009 WL88
- 2009 WT88
- 2009 WE90
- 2009 WK90
- 2009 WN90
- 2009 WR90
- 2009 WX90
- 2009 WO91
- 2009 WP91
- 2009 WU91
- 2009 WV91
- 2009 WF92
- 2009 WG92
- 2009 WH92
- 2009 WJ92
- 2009 WK92
- 2009 WS92
- 2009 WY92
- 2009 WN93
- 2009 WP93
- 2009 WR93
- 2009 WA94
- 2009 WJ94
- 2009 WL94
- 2009 WQ94
- 2009 WW94
- 2009 WX94
- 2009 WY94
- 2009 WE95
- 2009 WM95
- 2009 WN95
- 2009 WU95
- 2009 WA96
- 2009 WB96
- 2009 WH96
- 2009 WP96
- 2009 WS96
- 2009 WT96
- 2009 WX96
- 2009 WZ96
- 2009 WB97
- 2009 WL97
- 2009 WS97
- 2009 WJ98
- 2009 WM98
- 2009 WY98
- 2009 WC99
- 2009 WD99
- 2009 WK99
- 2009 WU99
- 2009 WX99
- 2009 WY99
- 2009 WZ99
- 2009 WB100
- 2009 WF100
- 2009 WH100
- 2009 WO100
- 2009 WR100
- 2009 WS100
- 2009 WX100
- 2009 WY100
- 2009 WE101
- 2009 WJ101
- 2009 WN102
- 2009 WQ102
- 2009 WC103
- 2009 WM103
- 2009 WS103
- 2009 WW103
- 2009 WX103
- 2009 WG104
- 2009 WH104
- 2009 WW104
- 2009 WX104
- 2009 WY104
- 2009 WA105
- 2009 WB105
- 2009 WC105
- 2009 WD105
- 2009 WH105
- 2009 WM105
- 2009 WN105
- 2009 WP105
- 2009 WR105
- 2009 WX105
- 2009 WC106
- 2009 WE106
- 2009 WF106
- 2009 WG106
- 2009 WH106
- 2009 WJ106
- 2009 WK106
- 2009 WM106
- 2009 WN106
- 2009 WP106
- 2009 WQ106
- 2009 WU106
- 2009 WV106
- 2009 WW106
- 2009 WY106
- 2009 WC107
- 2009 WD107
- 2009 WF107
- 2009 WG107
- 2009 WT107
- 2009 WA108
- 2009 WB108
- 2009 WC108
- 2009 WG108
- 2009 WL108
- 2009 WS108
- 2009 WW108
- 2009 WA109
- 2009 WB109
- 2009 WE109
- 2009 WK109
- 2009 WL109
- 2009 WW109
- 2009 WZ109
- 2009 WA110
- 2009 WD110
- 2009 WS110
- 2009 WV110
- 2009 WX110
- 2009 WZ110
- 2009 WH111
- 2009 WJ111
- 2009 WM111
- 2009 WT111
- 2009 WU111
- 2009 WR112
- 2009 WX112
- 2009 WF114
- 2009 WH114
- 2009 WU114
- 2009 WZ114
- 2009 WO115
- 2009 WU115
- 2009 WW115
- 2009 WY115
- 2009 WZ115
- 2009 WH116
- 2009 WJ116
- 2009 WQ116
- 2009 WT116
- 2009 WC117
- 2009 WD117
- 2009 WK117
- 2009 WM117
- 2009 WQ117
- 2009 WV117
- 2009 WA118
- 2009 WF118
- 2009 WJ118
- 2009 WL118
- 2009 WM118
- 2009 WA119
- 2009 WK119
- 2009 WP119
- 2009 WT119
- 2009 WV119
- 2009 WB120
- 2009 WE120
- 2009 WM120
- 2009 WO120
- 2009 WQ120
- 2009 WR120
- 2009 WT120
- 2009 WX120
- 2009 WY120
- 2009 WB121
- 2009 WF121
- 2009 WK121
- 2009 WP121
- 2009 WZ121
- 2009 WA122
- 2009 WN122
- 2009 WR122
- 2009 WU122
- 2009 WX122
- 2009 WG123
- 2009 WQ123
- 2009 WU123
- 2009 WX123
- 2009 WJ124
- 2009 WR124
- 2009 WX124
- 2009 WZ124
- 2009 WE125
- 2009 WF125
- 2009 WF126
- 2009 WH126
- 2009 WP126
- 2009 WS126
- 2009 WV126
- 2009 WX126
- 2009 WK127
- 2009 WN127
- 2009 WJ128
- 2009 WL128
- 2009 WV128
- 2009 WZ128
- 2009 WJ129
- 2009 WL129
- 2009 WP129
- 2009 WV129
- 2009 WB130
- 2009 WD130
- 2009 WF130
- 2009 WS130
- 2009 WT130
- 2009 WU130
- 2009 WV130
- 2009 WX130
- 2009 WS131
- 2009 WK132
- 2009 WO132
- 2009 WQ132
- 2009 WS132
- 2009 WT132
- 2009 WW132
- 2009 WJ133
- 2009 WQ133
- 2009 WA134
- 2009 WN134
- 2009 WS134
- 2009 WT134
- 2009 WU134
- 2009 WV134
- 2009 WF135
- 2009 WM135
- 2009 WO135
- 2009 WS135
- 2009 WU135
- 2009 WW135
- 2009 WB136
- 2009 WC136
- 2009 WD136
- 2009 WE136
- 2009 WF136
- 2009 WH136
- 2009 WS136
- 2009 WU136
- 2009 WX136
- 2009 WY136
- 2009 WD137
- 2009 WE137
- 2009 WJ137
- 2009 WQ137
- 2009 WR137
- 2009 WV137
- 2009 WY137
- 2009 WB138
- 2009 WE138
- 2009 WG138
- 2009 WM138
- 2009 WN138
- 2009 WR138
- 2009 WU138
- 2009 WW138
- 2009 WC139
- 2009 WM139
- 2009 WV139
- 2009 WD140
- 2009 WW140
- 2009 WB141
- 2009 WQ141
- 2009 WV141
- 2009 WY141
- 2009 WM142
- 2009 WX142
- 2009 WA143
- 2009 WD143
- 2009 WH143
- 2009 WQ143
- 2009 WR143
- 2009 WS143
- 2009 WG144
- 2009 WU144
- 2009 WZ144
- 2009 WR145
- 2009 WW145
- 2009 WX145
- 2009 WK146
- 2009 WY146
- 2009 WZ146
- 2009 WF147
- 2009 WK147
- 2009 WN147
- 2009 WP147
- 2009 WS147
- 2009 WW147
- 2009 WY147
- 2009 WD148
- 2009 WK148
- 2009 WO148
- 2009 WW148
- 2009 WX148
- 2009 WA149
- 2009 WK149
- 2009 WM149
- 2009 WW149
- 2009 WY149
- 2009 WB150
- 2009 WC150
- 2009 WD150
- 2009 WL150
- 2009 WR150
- 2009 WV150
- 2009 WX150
- 2009 WD151
- 2009 WJ151
- 2009 WS151
- 2009 WU151
- 2009 WW151
- 2009 WA152
- 2009 WF152
- 2009 WH152
- 2009 WJ152
- 2009 WN152
- 2009 WT152
- 2009 WA153
- 2009 WC153
- 2009 WF153
- 2009 WK153
- 2009 WN153
- 2009 WO153
- 2009 WZ153
- 2009 WA154
- 2009 WG154
- 2009 WK154
- 2009 WY154
- 2009 WB155
- 2009 WF155
- 2009 WS155
- 2009 WV155
- 2009 WH156
- 2009 WL156
- 2009 WY156
- 2009 WD157
- 2009 WH157
- 2009 WJ157
- 2009 WT157
- 2009 WV157
- 2009 WA158
- 2009 WC158
- 2009 WD158
- 2009 WG158
- 2009 WP158
- 2009 WR158
- 2009 WT158
- 2009 WX158
- 2009 WY158
- 2009 WO159
- 2009 WQ159
- 2009 WP160
- 2009 WT160
- 2009 WM161
- 2009 WN161
- 2009 WS161
- 2009 WW161
- 2009 WF162
- 2009 WJ162
- 2009 WM162
- 2009 WO162
- 2009 WZ162
- 2009 WJ163
- 2009 WL163
- 2009 WU163
- 2009 WA164
- 2009 WD164
- 2009 WJ164
- 2009 WL164
- 2009 WP164
- 2009 WT164
- 2009 WG165
- 2009 WM165
- 2009 WS165
- 2009 WX165
- 2009 WA166
- 2009 WG166
- 2009 WY166
- 2009 WJ167
- 2009 WN167
- 2009 WP167
- 2009 WC168
- 2009 WH168
- 2009 WS168
- 2009 WZ168
- 2009 WK169
- 2009 WM169
- 2009 WN169
- 2009 WO169
- 2009 WX169
- 2009 WA170
- 2009 WF170
- 2009 WN170
- 2009 WX170
- 2009 WD171
- 2009 WV171
- 2009 WB172
- 2009 WH172
- 2009 WJ172
- 2009 WT172
- 2009 WA173
- 2009 WU173
- 2009 WW173
- 2009 WX173
- 2009 WD174
- 2009 WZ174
- 2009 WD175
- 2009 WM175
- 2009 WO175
- 2009 WT175
- 2009 WW175
- 2009 WY175
- 2009 WB176
- 2009 WE176
- 2009 WG176
- 2009 WJ176
- 2009 WO176
- 2009 WQ176
- 2009 WF177
- 2009 WG177
- 2009 WK177
- 2009 WY177
- 2009 WF178
- 2009 WM178
- 2009 WR178
- 2009 WZ178
- 2009 WA179
- 2009 WJ179
- 2009 WK179
- 2009 WN179
- 2009 WS179
- 2009 WU179
- 2009 WK180
- 2009 WU180
- 2009 WW180
- 2009 WY180
- 2009 WE181
- 2009 WR181
- 2009 WG182
- 2009 WS182
- 2009 WU182
- 2009 WV182
- 2009 WY182
- 2009 WC183
- 2009 WF183
- 2009 WU183
- 2009 WP184
- 2009 WD185
- 2009 WM185
- 2009 WN185
- 2009 WP185
- 2009 WS185
- 2009 WX185
- 2009 WQ186
- 2009 WT186
- 2009 WV186
- 2009 WW186
- 2009 WY186
- 2009 WA187
- 2009 WB187
- 2009 WF187
- 2009 WR187
- 2009 WT187
- 2009 WA188
- 2009 WH188
- 2009 WQ188
- 2009 WS188
- 2009 WP189
- 2009 WS189
- 2009 WX189
- 2009 WB190
- 2009 WJ190
- 2009 WA191
- 2009 WV191
- 2009 WW191
- 2009 WB192
- 2009 WD192
- 2009 WL192
- 2009 WM192
- 2009 WN192
- 2009 WO192
- 2009 WR192
- 2009 WV192
- 2009 WX192
- 2009 WA193
- 2009 WB193
- 2009 WE193
- 2009 WG193
- 2009 WH193
- 2009 WM193
- 2009 WR193
- 2009 WX193
- 2009 WY193
- 2009 WZ193
- 2009 WL194
- 2009 WN194
- 2009 WT194
- 2009 WX194
- 2009 WL195
- 2009 WN195
- 2009 WG196
- 2009 WK196
- 2009 WM196
- 2009 WS196
- 2009 WC197
- 2009 WD197
- 2009 WF197
- 2009 WG197
- 2009 WJ197
- 2009 WY197
- 2009 WD198
- 2009 WJ198
- 2009 WP198
- 2009 WQ198
- 2009 WR198
- 2009 WH199
- 2009 WK199
- 2009 WV199
- 2009 WX199
- 2009 WC200
- 2009 WO200
- 2009 WV200
- 2009 WH201
- 2009 WK201
- 2009 WP201
- 2009 WR201
- 2009 WC202
- 2009 WM202
- 2009 WS202
- 2009 WY202
- 2009 WG203
- 2009 WL203
- 2009 WO203
- 2009 WP203
- 2009 WC204
- 2009 WH204
- 2009 WL204
- 2009 WN204
- 2009 WT204
- 2009 WY204
- 2009 WA205
- 2009 WD205
- 2009 WF205
- 2009 WM205
- 2009 WO205
- 2009 WT205
- 2009 WU205
- 2009 WW205
- 2009 WJ206
- 2009 WN206
- 2009 WO206
- 2009 WW206
- 2009 WY206
- 2009 WE207
- 2009 WF207
- 2009 WG207
- 2009 WH207
- 2009 WZ207
- 2009 WO208
- 2009 WS208
- 2009 WT208
- 2009 WU208
- 2009 WZ208
- 2009 WY209
- 2009 WZ209
- 2009 WE210
- 2009 WL210
- 2009 WM210
- 2009 WO210
- 2009 WA211
- 2009 WK211
- 2009 WL211
- 2009 WN211
- 2009 WS211
- 2009 WA212
- 2009 WF212
- 2009 WL212
- 2009 WM212
- 2009 WG213
- 2009 WG214
- 2009 WX214
- 2009 WC215
- 2009 WP215
- 2009 WJ216
- 2009 WR216
- 2009 WT216
- 2009 WW216
- 2009 WW217
- 2009 WG218
- 2009 WP218
- 2009 WS218
- 2009 WB219
- 2009 WE219
- 2009 WH219
- 2009 WP219
- 2009 WT219
- 2009 WW219
- 2009 WY219
- 2009 WB220
- 2009 WC220
- 2009 WH220
- 2009 WK220
- 2009 WM220
- 2009 WQ220
- 2009 WX220
- 2009 WQ221
- 2009 WV221
- 2009 WX221
- 2009 WG222
- 2009 WM222
- 2009 WN222
- 2009 WO222
- 2009 WS222
- 2009 WT222
- 2009 WC223
- 2009 WD223
- 2009 WL223
- 2009 WP223
- 2009 WV223
- 2009 WG224
- 2009 WK224
- 2009 WP224
- 2009 WJ225
- 2009 WQ225
- 2009 WZ225
- 2009 WH226
- 2009 WP226
- 2009 WS226
- 2009 WT226
- 2009 WU226
- 2009 WW226
- 2009 WX226
- 2009 WB227
- 2009 WH227
- 2009 WK227
- 2009 WN227
- 2009 WO227
- 2009 WX227
- 2009 WD228
- 2009 WG228
- 2009 WH228
- 2009 WL228
- 2009 WR228
- 2009 WT228
- 2009 WW229
- 2009 WB230
- 2009 WE230
- 2009 WS230
- 2009 WZ230
- 2009 WK231
- 2009 WN231
- 2009 WW231
- 2009 WZ231
- 2009 WL232
- 2009 WS232
- 2009 WV232
- 2009 WW232
- 2009 WP233
- 2009 WV233
- 2009 WW233
- 2009 WE234
- 2009 WO234
- 2009 WX234
- 2009 WC235
- 2009 WE235
- 2009 WQ235
- 2009 WR235
- 2009 WV235
- 2009 WF236
- 2009 WG236
- 2009 WK236
- 2009 WT236
- 2009 WM237
- 2009 WP237
- 2009 WR237
- 2009 WG238
- 2009 WR238
- 2009 WV238
- 2009 WB239
- 2009 WD239
- 2009 WG239
- 2009 WH239
- 2009 WJ239
- 2009 WL239
- 2009 WM239
- 2009 WT239
- 2009 WY239
- 2009 WG240
- 2009 WF241
- 2009 WB242
- 2009 WO242
- 2009 WP242
- 2009 WW242
- 2009 WY242
- 2009 WC243
- 2009 WE243
- 2009 WF243
- 2009 WK243
- 2009 WN243
- 2009 WP243
- 2009 WA244
- 2009 WK244
- 2009 WQ244
- 2009 WE245
- 2009 WF245
- 2009 WJ245
- 2009 WL245
- 2009 WS245
- 2009 WV245
- 2009 WX245
- 2009 WD246
- 2009 WL246
- 2009 WN246
- 2009 WW246
- 2009 WN247
- 2009 WY247
- 2009 WX248
- 2009 WT249
- 2009 WC250
- 2009 WD250
- 2009 WB253
- 2009 WC253
- 2009 WD253
- 2009 WE253
- 2009 WF253
- 2009 WU253
- 2009 WQ254
- 2009 WR254
- 2009 WV254
- 2009 WW254
- 2009 WA255
- 2009 WE255
- 2009 WF256
- 2009 WH256
- 2009 WU256
- 2009 WV256
- 2009 WZ256
- 2009 WA257
- 2009 WT257
- 2009 WQ258
- 2009 WS259
- 2009 WT261
- 2009 WX263
- 2009 WZ264
- 2009 WH265
- 2009 WQ265
- 2009 WH266
- 2009 WJ266
- 2009 WK266
- 2009 WE267
- 2009 WU268
- 2009 WF269
- 2009 WM269
- 2009 WW270
- 2009 WZ270
- 2009 WL271
- 2009 WS271
- 2009 WZ271
- 2009 WH272
- 2009 WP272
- 2009 WR272
- 2009 WQ273
- 2009 WW273
- 2009 WZ273
- 2009 WG274
- 2009 WS274
- 2009 WY274
- 2009 WB275
- 2009 WJ275
- 2009 WK275
- 2009 WN275
- 2009 WO275
- 2009 WR275
- 2009 WS275
- 2009 WW275
- 2009 WX275
- 2009 WZ275
- 2009 WC276
- 2009 WD276
- 2009 WE276
- 2009 WG276
- 2009 WJ276
- 2009 WK276
- 2009 WL276
- 2009 WM276
- 2009 WS276
- 2009 WU276
- 2009 WW276
- 2009 WX276
- 2009 WY276
- 2009 WA277
- 2009 WD277
- 2009 WE277
- 2009 WF277
- 2009 WH277
- 2009 WJ277
- 2009 WK277
- 2009 WL277
- 2009 WM277
- 2009 WN277
- 2009 WO277
- 2009 WP277
- 2009 WQ277
- 2009 WR277
- 2009 WS277
- 2009 WT277
- 2009 WU277
- 2009 WV277
- 2009 WW277
- 2009 WY277
- 2009 WZ277
- 2009 WA278
- 2009 WB278
- 2009 WC278
- 2009 WD278
- 2009 WE278
- 2009 WF278
- 2009 WH278
- 2009 WJ278
- 2009 WK278
- 2009 WL278
- 2009 WW278
- 2009 WM279
- 2009 WS279
- 2009 WU279
- 2009 WD280
- 2009 WF280
- 2009 WJ280
- 2009 WN280
- 2009 WP280
- 2009 WQ280
- 2009 WY280
- 2009 WC281
- 2009 WG281
- 2009 WH281
- 2009 WS281
- 2009 WU281
- 2009 WW281
- 2009 WY281
- 2009 WA282
- 2009 WC282
- 2009 WF282
- 2009 WG282
- 2009 WH282
- 2009 WP282
- 2009 WQ282
- 2009 WR282
- 2009 WS282
- 2009 WT282
- 2009 WU282
- 2009 WX282
- 2009 WY282
- 2009 WA283
- 2009 WB283
- 2009 WF283
- 2009 WG283
- 2009 WH283
- 2009 WK283
- 2009 WM283
- 2009 WN283
- 2009 WO283
- 2009 WP283
- 2009 WQ283
- 2009 WR283
- 2009 WS283
- 2009 WT283
- 2009 WU283
- 2009 WY283
- 2009 WB284
- 2009 WR284
- 2009 WU284
- 2009 WV284
- 2009 WC285
- 2009 WD285
- 2009 WE285
- 2009 WF285
- 2009 WG285
- 2009 WH285
- 2009 WK285
- 2009 WL285
- 2009 WS285
- 2009 WU285
- 2009 WB286
- 2009 WC286
- 2009 WE286
- 2009 WF286
- 2009 WH286
- 2009 WJ286
- 2009 WU286
- 2009 WZ286
- 2009 WE287
- 2009 WO287
- 2009 WP287
- 2009 WQ287
- 2009 WS287
- 2009 WT287
- 2009 WU287
- 2009 WW287
- 2009 WX287
- 2009 WY287
- 2009 WZ287
- 2009 WB288
- 2009 WC288
- 2009 WD288
- 2009 WJ288
- 2009 WS288
- 2009 WT288
- 2009 WW288
- 2009 WX288
- 2009 WZ288
- 2009 WA289
- 2009 WB289
- 2009 WG289
- 2009 WH289
- 2009 WK289
- 2009 WL289
- 2009 WN289
- 2009 WU289
- 2009 WV289
- 2009 WW289
- 2009 WX289
- 2009 WY289
- 2009 WZ289
- 2009 WA290
- 2009 WB290
- 2009 WE290
- 2009 WF290
- 2009 WG290
- 2009 WK290
- 2009 WL290
- 2009 WM290
- 2009 WN290
- 2009 WO290
- 2009 WQ290
- 2009 WT290
- 2009 WX290
- 2009 WZ290
- 2009 WA291
- 2009 WC291
- 2009 WE291
- 2009 WG291
- 2009 WJ291
- 2009 WK291
- 2009 WL291
- 2009 WN291
- 2009 WP291
- 2009 WQ291
- 2009 WT291
- 2009 WP292
- 2009 WQ292
- 2009 WS292
- 2009 WT292
- 2009 WV292
- 2009 WW292
- 2009 WX292
- 2009 WY292
- 2009 WA293
- 2009 WB293
- 2009 WC293
- 2009 WD293
- 2009 WF293
- 2009 WG293
- 2009 WH293
- 2009 WJ293
- 2009 WK293
- 2009 WL293
- 2009 WM293
- 2009 WN293
- 2009 WO293
- 2009 WP293
- 2009 WR293
- 2009 WT293
- 2009 WU293
- 2009 WV293
- 2009 WW293
- 2009 WX293
- 2009 WA294
- 2009 WB294
- 2009 WE294
- 2009 WG294
- 2009 WH294
- 2009 WM294
- 2009 WQ294
- 2009 WS294
- 2009 WN295
- 2009 WR295
- 2009 WS295
- 2009 WT295
- 2009 WX295
- 2009 WZ295
- 2009 WC296
- 2009 WH296
- 2009 WK298
- 2009 WL298
- 2009 WM298
- 2009 WO298
- 2009 WP298
- 2009 WQ298
- 2009 WR298
- 2009 WT298
- 2009 WU298
- 2009 WW298
- 2009 WY298
- 2009 WC299
- 2009 WD299
- 2009 WE299
- 2009 WF299
- 2009 WH299
- 2009 WL299
- 2009 WM299
- 2009 WO299
- 2009 WQ299
- 2009 WR299
- 2009 WS299
- 2009 WT299
- 2009 WU299
- 2009 WY299
- 2009 WA300
- 2009 WB300
- 2009 WC300
- 2009 WD300
- 2009 WE300
- 2009 WJ300
- 2009 WK300
- 2009 WP300
- 2009 WU300
- 2009 WX300
- 2009 WY300
- 2009 WZ300
- 2009 WC301
- 2009 WD301
- 2009 WE301
- 2009 WF301
- 2009 WH301
- 2009 WJ301
- 2009 WK301
- 2009 WL301
- 2009 WM301
- 2009 WN301
- 2009 WO301
- 2009 WP301
- 2009 WR301
- 2009 WS301
- 2009 WT301
- 2009 WU301
- 2009 WV301
- 2009 WW301
- 2009 WX301
- 2009 WY301
- 2009 WZ301
- 2009 WA302
- 2009 WC302
- 2009 WD302
- 2009 WE302
- 2009 WF302
- 2009 WG302
- 2009 WH302
- 2009 WJ302
- 2009 WK302
- 2009 WL302
- 2009 WO302
- 2009 WP302
- 2009 WQ302
- 2009 WR302